# Friedrich Fraaß
Johann Friedrich Nickol Fraaß (auch Fraas) (* 12. März 1809 in Titschendorf; † 8. Februar 1885 in Gera) war ein deutscher Pfarrer und Politiker.

## Leben
Friedrich Fraaß war der Sohn des Leinwebermeisters Johann Andreas Friedrich Fraaß und dessen Ehefrau Johanne Kunigunda geborene Weise aus Neundorf. Fraaß, der evangelisch-lutherischer Konfession war, heiratete am 6. Oktober 1840 in Gera Albertine Adelheid Weißker (* 3. Juli 1814 in Gera; † 21. Januar 1884 ebenda), die Tochter des Hofgerbermeisters Johann Heinrich Weißker in Gera.
Fraaß besuchte bis 1820 die Bürgerschule in Lobenstein. In Leipzig studierte er drei Jahre Theologie. 1839 wurde er Rektoratsobweser in Greußen. Am 19. Februar 1840 erfolgte die Ordination. Seit dem 29. Februar 1840 war er Kollaborator des geistlichen Ministeriums in Lobenstein und ab dem 27. November 1840 Konrektor der dortigen Schule, wo er später Rektor wurde. Ab dem 5. Februar 1843 war er Pfarrer in Altengesees, ab dem 16. Dezember 1849 Substitut für den Pfarrer in Hirschberg und dort ab dem 1. Januar 1859 Oberpfarrer. Am 1. Oktober 1880 wurde er emeritiert.
Vom 2. Oktober 1848 bis zum 21. Dezember 1849 war er Mitglied im Landtag Reuß jüngerer Linie. Dort war er einige Tage zweiter Schriftführer.